# Incontro (album Patty Pravo)
Incontro è il decimo album di Patty Pravo, pubblicato dalla casa discografica RCA Italiana il 22 maggio 1975.

## Descrizione
Dopo l'exploit di Pazza idea ed il successo dell'anno precedente di La valigia blu, come singolo di lancio dell'album si scelse Incontro, un brano fuori dei canoni abituali della cantante.
Per questo album, la Pravo ha scelto musica di cantautori con cui aveva già avuto occasione di lavorare: Francesco De Gregori (Mercato dei fiori), Antonello Venditti (Le tue mani su di me), Sergio Bardotti, Bruno Lauzi (Roberto e l'aquilone) e Riccardo Del Turco (Io grande io piccola) e autori come Carla Vistarini  (Eppure è amore, Questo amore sbagliato) e Luigi Lopez.
Realizzato in tre giorni ed una notte, è probabilmente l'album di Patty Pravo che ha richiesto il minor tempo di realizzazione, forse a causa della mancata immissione sul mercato dell'album Alaska (Rca Italiana cd19713) prevista per il periodo, contenente tra gli altri Non posso fare a meno di te (Uappa), incisa l'anno seguente anche da Mina, e Toccami. Questi ed altri brani furono pubblicati solo successivamente, all'interno della raccolta di inediti pubblicata a inizio anni '90.

## Tracce

### Lato A
1. Incontro - 4:30 (Sergepy - Sergio Bardotti - Maurizio Fabrizio)
2. Mercato dei fiori - 3:15 (Francesco De Gregori)
3. Questo amore sbagliato - 3:49 (Carla Vistarini - Lopez)
4. Stella cadente - 3:42 (Franca Evangelisti - Fabio Massimo Cantini - Antonio Coggio)
5. Rispondi - 3:19 (Sergepy - Sergio Bardotti - Cristiano Minellono - Scott English - Kent)

### Lato B
1. Io grande io piccola - 4:04 (Sergio Bardotti - Sergepy - Rodolfo Bianchi - Riccardo Del Turco)
2. Roberto e l'aquilone - 4:36 (Bruno Lauzi - A. Lucarelli - Silvano D'Auria)
3. Come un ponte sull'acqua che va - 3:03 (Sergepy - Sergio Bardotti - J. Lynne)
4. Eppure è amore - 3:38 (Vistarini - Rodolfo Bianchi - Riccardo Del Turco)
5. Le tue mani su di me - 4:09 (Antonello Venditti)

## Formazione
- Patty Pravo – voce
- Roberto Rosati – chitarra
- Toto Torquati – tastiera
- Gepy & Gepy – tastiera, percussioni
- Mario Scotti – basso
- Piero Mariani – percussioni
- Carlo Felice Marcovecchio – percussioni
- Rodolfo Bianchi – flauto

## Accoglienza
È entrato nella top ten nell'agosto 1975, raggiungendo il 4º posto e risultando il 19º album più venduto nella graduatoria annuale.